# Real Things
Real Things è il terzo album di inediti del duo di musica dance olandese 2 Unlimited, pubblicato il 6 giugno 1994 dall'etichetta discografica ZYX.
Dal disco, l'ultimo di inediti pubblicato dal gruppo formato da Ray Slijngaard e Anita Doth, sono stati estratti i singoli The Real Thing, No One, Here I Go e Nothing Like the Rain.
L'album è stato prodotto da Jean-Paul DeCoster e Phil Wilde e ha riscosso un grande successo commerciale in particolar modo in Regno Unito, Paesi Bassi e Svezia.

## Tracce
CD (ZYX 20302-2)
1. The Real Thing – 3:40 (Phil Wilde, Anita Danielle Doth, Peter Bauwens, Ray Slijngaard)
2. Do What I Like – 4:10 (Phil Wilde, Anita Dels, Peter Bauwens, Ray Slijngaard)
3. Here I Go – 5:13 (Phil Wilde, Jean-Paul De Coster, Anita Danielle Doth, Ray Slijngaard)
4. Burning Like Fire – 4:59 (Phil Wilde, Anita Dels, Peter Bauwens, Ray Slijngaard)
5. Info Superhighway – 4:34 (Phil Wilde, Anita Dels, Peter Bauwens, Ray Slijngaard)
6. Hypnotised – 4:24 (Phil Wilde, Anita Dels, Peter Bauwens, Ray Slijngaard)
7. Turning Into Something Wild – 4:11 (Phil Wilde, Peter Bauwens, Michael Leahy)
8. Escape in Music – 3:55 (Phil Wilde, Anita Dels, Peter Bauwens, Ray Slijngaard)
9. Sensuality – 4:30 (Phil Wilde, Anita Dels, Peter Bauwens, Ray Slijngaard)
10. No One – 3:26 (Phil Wilde, Jean-Paul De Coster, Anita Danielle Doth, Ray Slijngaard)
11. Face to Face – 4:05 (Phil Wilde, Peter Bauwens, Michael Leahy, Ray Slijngaard)
12. What's Mine Is Mine – 5:00 (Phil Wilde, Anita Dels, Peter Bauwens, Ray Slijngaard)
13. Nothing Like the Rain – 4:39 (Peter Bauwens, Filip De Wilde, Michael Leahy)

Durata totale: 56:46

## Classifica
| Classifica (1994) | Posizione raggiunta |
| ----------------- | ------------------- |
| Paesi Bassi       | 1                   |
| Regno Unito       | 1                   |
| Svezia            | 2                   |
| Svizzera          | 3                   |
| Austria           | 4                   |
| Norvegia          | 14                  |
| Australia         | 18                  |
| Nuova Zelanda     | 19                  |

## Formazione
- Ray Slijngaard (rap)
- Anita Doth (voce)